# Bleuet de France
V Franciji je bleuet de France simbol spomina in solidarnosti z veterani, vojnimi žrtvami, vdovami in sirotami Prodaja značk "bleuet de France" 11. novembra in 8. maja se uporablja za financiranje dobrodelnih del za te namene.